# ويليام مور غورمان
ويليام مور غورمان (بالإنجليزية: W. M. Gorman)‏ (و. 1923 – 2003 م) هو اقتصادي أيرلندي، توفي في أكسفورد، عن عمر يناهز 80 عاماً.

## التعليم
تعلم في كلية الثالوث في دبلن
.

## جوائز
حصل على جوائز منها:
- زمالة الأكاديمية البريطانية